# Prospalta spargens
Prospalta spargens är en fjärilsart som beskrevs av Walker 1865. Prospalta spargens ingår i släktet Prospalta och familjen nattflyn. Inga underarter finns listade i Catalogue of Life.